# 332 до н. е.

## Події
- Александр Великий підкорив Єгипет, скінчилося перське правління.
- облога Гази
- облога Тіра